# 분당샘물교회
분당샘물교회는 경기도 성남시 분당구에 위치한 대한민국의 장로교 교회이다.
1998년 서울영동교회에서 분리되어 박은조 목사에 의해 설립되었으며, 대한예수교장로회 (고신) 소속이다. 평균 출석 교인은 성인 2,700여 명과 고등학생 이하 1,100여 명이다. 1,800여 평 크기의 건물을 본당과 교육관으로 사용 중이다.

## 개요
샘물교회는 스스로의 존재 목적을 “모든 족속을 그리스도의 제자로 삼는 것”으로 보고 있으며, 해외 여러 지역에 선교사와 단기 선교팀을 활발히 파송하고 있다.
2007년 탈레반 한국인 납치 사건으로 아프가니스탄에 파송한 청년부 담당 목사 한 명(배형규 목사)과 신도 20명(목사 포함 남자 7명, 여자 13명)이 피랍되었다. 피랍된 23명 가운데 나머지 세 명(여자 3명)도 분당샘물교회에 다니던 신도였으며, 납치 당시 의료선교단체 ANF 소속으로 아프가니스탄에 장기 파견 중이었다.
아프가니스탄 3년이 지난 2010년 아프간에서 사망자의 유가족은 정부를 상대로 3억원의 소송을 냈다.
이 후 2011년 4월 25일 서울중앙지법 민사합의26부(정일연 부장판사)는 샘물교회 신도 고(故) 심성민의 유족이 국가를 상대로 낸 손해배상 청구 소송에서 원고 패소로 판결했다.

## 같이 보기
- 탈레반 한국인 납치 사건